# Pseudophilautus variabilis
Espèce
Synonymes
- Ixalus variabilis Günther, 1858
- Philautus variabilis (Günther, 1858)

Statut de conservation UICN

 EX  : Éteint
Pseudophilautus variabilis est une espèce éteinte d'amphibiens de la famille des Rhacophoridae.

## Répartition
Elle était endémique du Sri Lanka,.

## Description
Le lectotype de Pseudophilautus variabilis est une femelle qui mesurait 35,7 mm.

## Étymologie
Son nom d'espèce, du latin variabilis, « changeant, variable », lui a été donné en référence à sa livrée de teinte variée.

## Publication originale
- Günther, 1858 : Catalogue of the Batrachia Salientia in the collection of the British Museum Archiv für Naturgeschichte, Berlin, vol. 24, p. 319-328 (texte intégral).